# Список глав государств в 73 году
| 72 ← Список глав государств по годам → 74 |

## Африка
- Мероитское царство — Аманикаташан, царица (ок. 62 — ок. 85)

## Азия
- Адиабена — Монобаз II, царь (ок. 55 — сер. 70-х)
- Анурадхапура — Васабха, царь (66 — 110)
- Армения Великая — Трдат I, царь (53 — 54, 55 — 58, 62 — 88)
- Иберия — Митридат I, царь (58— 106)
- Китай (династия Восточная Хань) — Мин-ди (Лю Чжуан), император (57 — 75)
- Корея (Период Трех государств):
  - Когурё — Тхэджохо, тхэван (53 — 146)
  - Пэкче — Тару, тхэван (29 — 77)
  - Силла — Тхархэ, исагым (57 — 80)
- Кушанское царство — Куджула Кадфиз, царь (ок. 30 — ок. 80)
- Набатейское царство — Раббэль II Сотер, царь (70 — 106)
- Осроена — Абгар VI, царь (71 — 91)
- Парфия — Вологез I,  шах (51 — 78)
- Сатавахана — Пуриндрасена Сатавахана,  махараджа (62 — 83)
- Харакена:
  - Аттамбел V,  царь (63/64 — 73/74)
  - междуцарствие (73/74 — 80/81)
- Хунну — Чжан, шаньюй (63 — 85)
- Элимаида — Фраат,  царь (ок. 70 — ок. 90)
- Япония — Кэйко, тэнно (император)  (71 — 130)

## Европа
- Боспорское царство — Рескупорид II, царь (68 — 93)
- Дакия — Дурас, вождь  (68 — 87)
- Ирландия — Эллим мак Конрах, верховный король (56 — 76)
- Римская империя:
  - Веспасиан, римский император (69 — 79)
  - Тит Флавий Домициан, консул (73)
  - Луций Валерий Катулл Мессалин, консул (73)

## Галерея

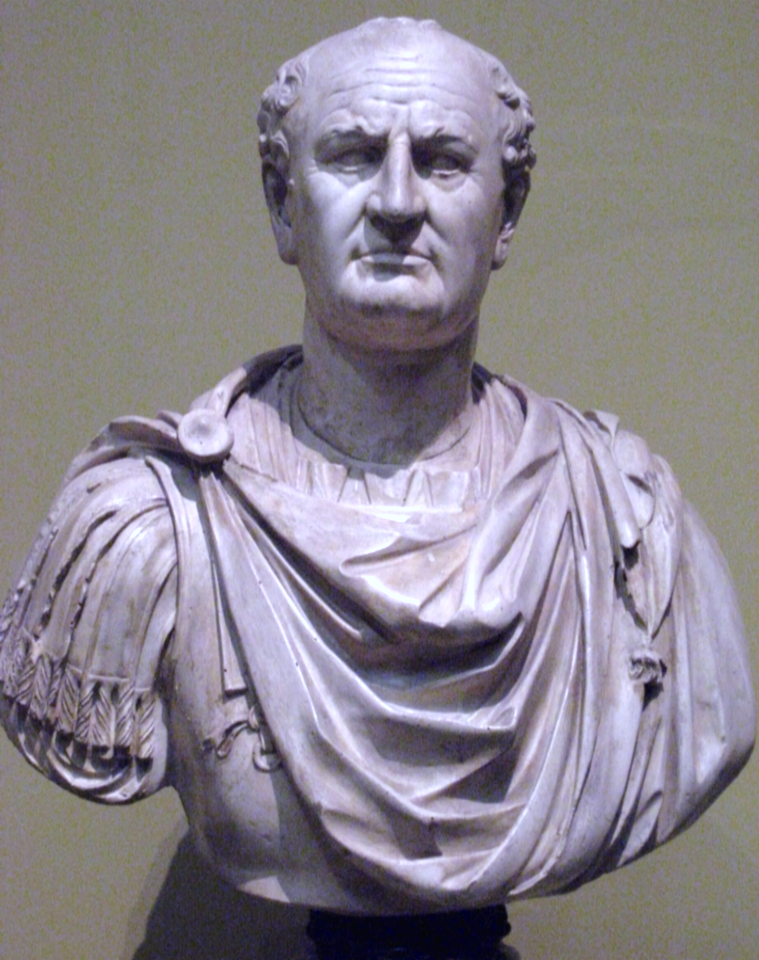
Веспасиан 69—79 Император Римской империи
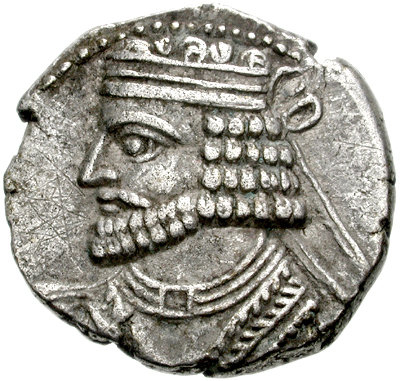
Вологез I 51—78 Шах Парфии
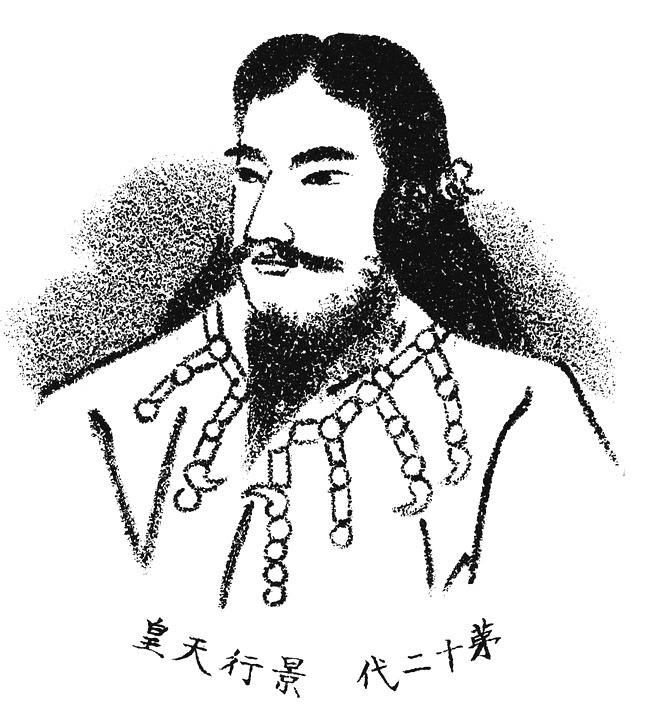
Кэйко 71—130 Император Японии
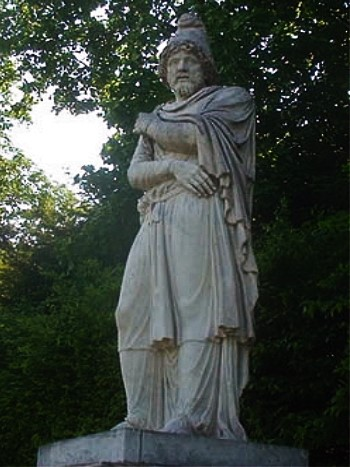
Трдат I 53—54, 55—58, 62—88 Царь Великой Армении